# Màscara FFP1

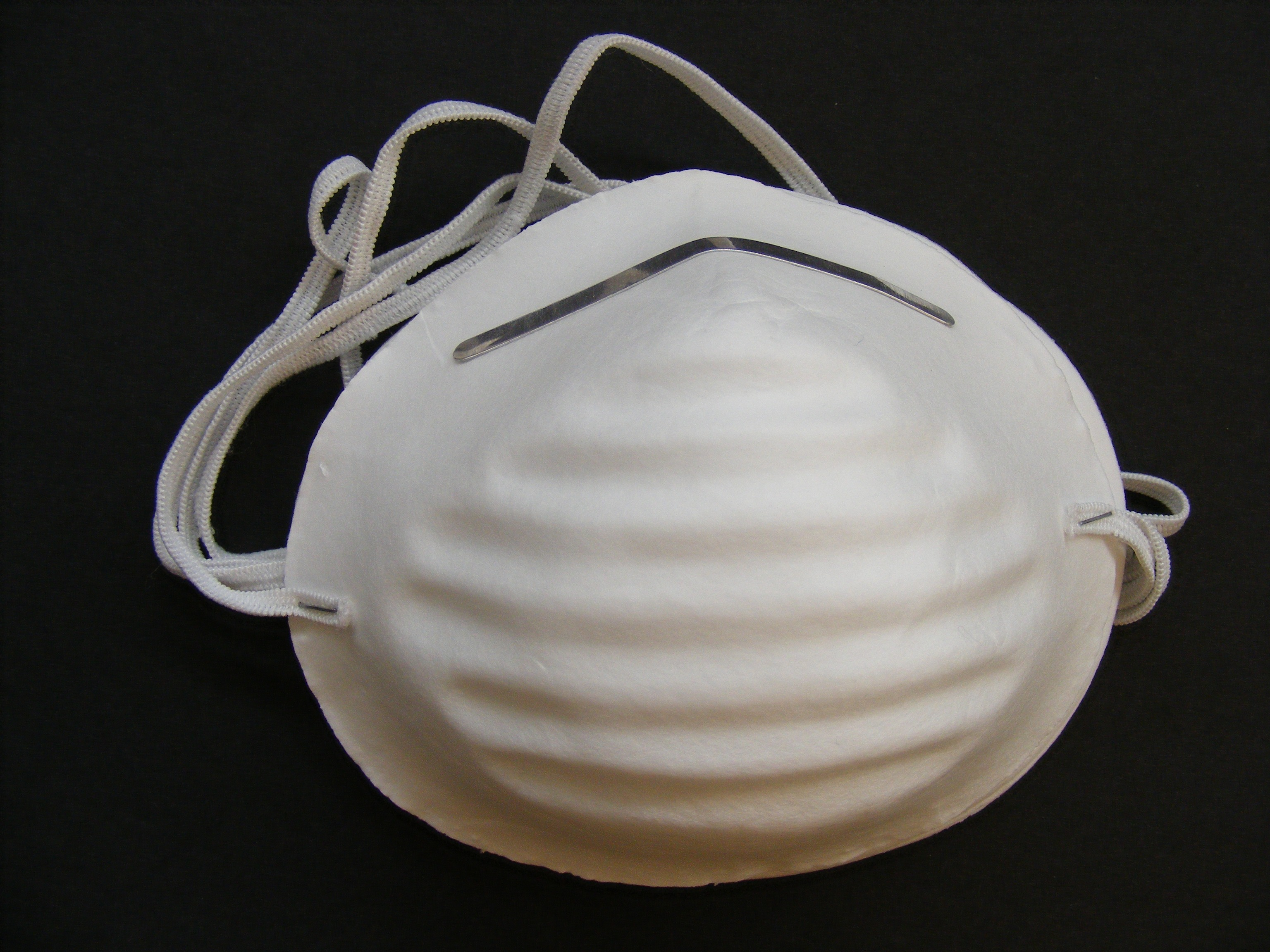
Una màscara antipols de mitja cara (nas i boca).

Una màscara FFP1 o màscara antipols (en anglès, Filtering Face Piece 1) és un tipus de màscara protectora autofiltrant, formada per un coixinet de paper flexible que subjecta sobre el nas i la boca amb corretges elàstiques o de goma per brindar comoditat personal contra pols no tòxics molestos. No obstant això, no estan destinades a proporcionar protecció contra els perills tòxics en l'aire. Serveix per filtrar el 80% de les partícules de l'aire, segons la normes europees EN 143 i EN 149.
Les màscares antipols s'usen en entorns amb pols trobat durant les activitats de construcció o neteja, com pols de panells de guix, maó, fusta, fibra de vidre, sílice o escombrat. Una màscara antipols també es pot usar en entorns amb al·lèrgens com el pol·len d'arbres i gespa. També es fa servir una màscara antipols per evitar que l'usuari inhali pols o sorra en una tempesta de pols o tempesta de neu negra.

## Descripció i ús
Una màscara tipus FFP1 es fa servir de la mateixa manera que un respirador amb màscara filtrant o una màscara quirúrgica, però és perillós confondre'ls perquè cadascú protegeix contra perills aeris específics. L'ús de la màscara incorrecta per a un treball pot presentar un perill significatiu i, fins i tot, mortal, ja que moltes màscares contra la pols amb nivells de protecció molt variats poden tenir un aspecte similar i fins i tot màscares que no protegeixen contra la pols. Les màscares desajustades també són un perill, ja que permeten que un material passi per complet a través de la màscara. Un ajust correcte pot no ser tan crític en les màscares destinades a protegir contra esquitxades de líquids o boires. Les màscares antipols no protegeixen contra productes químics com vapors. Per aquesta raó, és perillós confondre les màscares de pols amb respiradors utilitzats com a màscares de pintura.
Les màscares antipols són una alternativa més barata, lleugera i possiblement més còmoda als respiradors, però no proporcionen protecció respiratòria i poden ser més susceptibles al mal ús o al mal ajust.
Algunes màscares contra la pols inclouen millores, com tenir dues corretges darrere del cap, o tenir una tira d'alumini a l'exterior a través del pont del nas que es pot doblegar per a un ajust personalitzat i una tira de goma amb escuma a l'interior a través del pont del nas per garantir un millor segellat, fins i tot si l'alumini a l'exterior no encaixa.

## Tipus de màscares segons la norma europea - FFP
La normativa europea EN 143 defineix les màscares pel tipus de filtres de partícules que es poden acoblar o caracteritzar una màscara quirúrgica o industrial facial: P1 (78% filtrat), P2 (92% de filtrat) P3 (98% de filtrat)
La norma europea EN 149 defineix les següents classes de "mitges màscares filtrants parcials" (filtering half masks) o "peces facials filtrants" (filtering face pieces, FFP), és a dir, respiradors construïts total o totalment amb material filtrant:
| classe | Límit de penetració de l'filtre (a 95 l./min de flux d'aire)     | Flux cap a dins | ús |
| ------ | ---------------------------------------------------------------- | --------------- | --- |
| FFP1   | Filtra almenys el 78% de les partícules transportades per l'aire | <22%            | Antipols |
| FFP2   | Filtra almenys el 92% de les partícules en l'aire                | <8%             | contra els virus influença (influenzavirus A), Influenzavirus B, grip aviària, coronavirus (MERS-CoV, SARS-CoV [SRAS], SARS-CoV-2 [COVID-19], Yersinia pestis, tuberculosi així com els usos indicats en FFP1                                                                             |
| FFP3   | Filtra almenys el 98% de les partícules en l'aire                | <2%             | contra partícules molt fines de, per exemple, asbest i ceràmica; procediments mèdics que generin aerosols (Intubació endotraqueal, broncoscòpia, rentat bronocoalveolar, ventilació manual prèvia a la intubació, ventilació no invasiva, traqueotomia i usos assenyalats de FFP2 i FFP1) |

Tant la norma europea EN 143 com l'EN 149 proven la penetració dels filtres amb aerosols secs clorur de sodi i oli de parafina després d'emmagatzemar els filtres a 70 ° C i -30 ° C durant 24 h cadascun. Les normes inclouen proves de resistència mecànica, resistència a la respiració i obstrucció. A 149 prova la fugida cap a l'interior entre la màscara i la cara, on 10 subjectes humans realitzen 5 exercicis cadascun i per a 8 individus la mitjana mesurat de fugida cap a l'interior no ha d'excedir el 22%, 8% i 2% respectivament, com s'indica a dalt.